# Селедцов, Олег Валерьевич
Олег Валерьевич Селедцов (род. 18 августа 1967, Бодайбо, Иркутская область) — русский писатель и поэт, член Союза писателей России и Союза журналистов России, государственный стипендиат министерства культуры России по итогам 2004 года.

## Биография
- В 1984 году окончил среднюю школу № 2 города Бодайбо.
- С 1984 по 1985 годы работал фрезеровщиком на майкопском заводе «Точрадиомаш».
- С 1985 по 1988 годы служил на боевом корабле Краснознамённого Черноморского Флота.
- В 1991 году с отличием окончил филологический факультет Адыгейского Государственного педагогического института.
- Работал учителем литературы, социальным педагогом, заместителем директора школы по воспитательной работе.
- Окончил аспирантуру при Адыгейском Государственном университете. С 1995 года работает на республиканском радио телерадиокомпании Адыгеи.

## Творчество
Печатается с 1986 года. Стихотворения, повести и рассказы О. Селедцова публиковались в журналах: «Москва», «Дружба народов», «Юность», «Литературная учёба», «Молодая гвардия», «Благодатный огонь», «Литрос», «Родная Ладога», «Невский альманах», «Север» (Петрозаводск), «Вертикаль» (Нижн. Новгород), «Луч» (Ижевск), «Странник» (Саранск), «Дон», «Ковчег» (Ростов-на-Дону), «Край городов» (Рязань), «Нана» (Грозный), «Звезда Черноморья» (Туапсе), «Литературная Адыгея» (Майкоп), «Глагол Кавказа» (Майкоп), «Бодайбинская панорама» (Иркутск); сборниках «Пролог» (Москва, Вагриус), «Новые писатели» (Москва, Книжный сад), «Война длиною в жизнь» (Москва, АСТ), «Любви чарующие звуки» (С-Пб., Век искусства); газетах: «Российский писатель», «День литературы» и др., постоянный автор еженедельника «Литературная Россия».
Участник форумов молодых писателей России в Москве (2001 и 2004 г-г..).

### Поэтические сборники
- «Подарите мне любовь» (1997)
- «Рок-н-ролльные сны» (2000)
- «Доля моя русская» (2001)
- «Утица белая» (2001)
- «Единорог и белорыбица» (2002)
- «Из юности с любовью» (2003)
- «Источник воды живой» (2003)
- «Странник я на земле» (2005)

### Проза
- «Пустые хлопоты» (2006)
- «Ей, гряди» (2010)
- «Трудные повести» (2011)
- «И в полдень и в полночь» (2012)
- «Страсти по Сергию» (2013)
- «Обнимающие небо» (2013)
- «Мой Достоевский» (2014)
- «Не рыдай Мене, Мати» (2016)
- «Литургия верных» (2016)
- «Родом из детства» (2017)

## Награды
- Лауреат международного литературного конкурса имени В. Каверина
- Лауреат Всероссийского литературного конкурса имени И. Шмелёва[1] и Всероссийского литературного конкурса имени В. Шукшина «Светлые души»[2]. Лауреат нескольких региональных фестивалей авторской песни и поэзии
- Награждён Орденом Преподобного Сергия Радонежского 3 степени
- Медалью Сергия Радонежского 1 степени
- Грамота святейшего патриарха Московского и Всея Руси Алексия 2
- В 2005 году еженедельником «Литературная Россия» включён в число 50 ведущих писателей Юга России[3]
- Заслуженный работник культуры Республики Адыгея (15 марта 2016) —  за заслуги в развитии культуры[4]

## Критика
Опубликованные произведения О. В. Селедцова нашли положительный отклик у ведущих критиков России.
Так, например, Капитолина Кокшенёва, зав. Отделом критики журнала «Москва» писала: «Мы представляем в нашем журнале рассказы „Брат“ Олега Селедцова… Селедцов сосредоточен на внутренней жизни человека, который часто живёт не в согласии с миром, но ищет всё же оправдание ему, ищет своё правильное место в нём. И находит его в Церкви.» (К. Кокшенёва. Новые писатели. Москва. — 2005. — № 2).
Критик Василина Орлова на страницах самого авторитетного «толстого» литературного журнала «Новый мир» отмечает: «Олег Селедцов… остро и ясно чувствует свою связь с землёй. В произведениях… главное действующее лицо — наш современник, „обыденный человек“, можно сказать, обыватель. Но без малейших обвинительных ноток говорится о нём. И застигнут-то он, этот герой в „естественной среде обитания“ — там, где встречен. А потому-то веет чистотой намерений и от стихотворений и рассказов Олега Селедцова.» (В. Орлова. Как айсберг в океане. Новый мир. — 2005. — № 4).
Та же В. Орлова в еженедельнике «Литературная Россия» пишет о рассказах соискателя на страницах альманаха «Литрос»: «Клуб рассказчиков открывает Олег Селедцов с подборкой „И в аду будем гореть“ (ну нравится молодым писателям про ад, рай, демонов и ангелов). Рассказы тем не менее тёплые на ощупь, яркие для глаза.» (В. Орлова. Состоялась ли оборона? Литературная Россия. — 2004. — № 28).
Ян Шенкман в «НГ-exlibris» (27 января 2005) пишет о рассказе О. Селедцова «Брат»: «Хотя юродивого иногда непросто отличить от очень доброго человека или человека, играющего не по правилам. Селедцов пишет об Алёше Карамазове нашего времени. Рассказывает скорее сказку, чем быль. Но в любом случае уж лучше такой брат, чем герой Сергея Бодрова.»
Этот же рассказ выделяет ведущий российский критик Евгений Ермолин в журнале «Континент» (№ 124, 2005 год): «Прозаик Олег Селедцов сотворил трогательный рассказ. Идеальный мальчик, потом юноша всех жалеет, всем помогает, отдаёт последнее, отличается сугубым целомудрием. Такому одна дорога — в монастырь. Ближе к Богу».
Кроме того, о творчестве О. Селедцова писали:
Алексей Шорохов (см. А. Шорохов. О некоторых тенденциях в «молодой поэзии». Российский писатель. — 2003. — № 3;
А. Шорохов. Поколение «тридцатилетних». Литературная Россия. — 2001. — № 46;
А. Шорохов. Папуа — Новая Россия или ещё раз о национальной гордости великороссов. День литературы. — 2002. — № 6),
Сергей Филатов — президент Фонда социально-экономических и интеллектуальных программ и Татьяна Кузовлева — секретарь союза писателей Москвы (см. С. Филатов, Т. Кузовлева. К читателям. Пролог, Москва: Вагриус, 2002),
Евгения Щеглова (Континент. — 2005. — № 124),
Андрей Исаев, Дмитрий Ермаков, Андрей Рудалёв и др.